# Parc national des Beskides royales
Le parc national des Beskides royales (en ukrainien : Національний природний парк «Королівські Бескиди») est un parc régional situé dans l'oblast de Lviv, en Ukraine. Il couvre une superficie de 8 997 hectares dans la chaîne des Beskides ukrainiennes dans les Carpates orientales, à l’extrémité ouest de l’Ukraine. Le parc a été créé en 1999 pour protéger les forêts de hêtres et de sapins des Carpates, et pour assurer des utilisations environnementales, écologiques, esthétiques, éducatives et récréatives.

## Description
En rive gauche du Dniestr et proche de Staryï Sambir, le 30 novembre 2020, le décret présidentiel consacre la réserve naturelle.
L’altitude au-dessus du niveau de la mer va de 600 à 1 260 mètres. La majeure partie du site est boisée, sur des sols graveleux. Les altitudes les plus élevées sont les forêts d’épicéas, de sapins et de hêtres, dont beaucoup ont plus de 100 ans.

## Faune et flore
Plus de 635 espèces de plantes vasculaires ont été répertoriées dans le parc, 204 animaux vertébrés, 18 espèces de poissons, 9 amphibiens, 6 espèces de reptiles, 121 espèces d’oiseaux et 50 de mammifères.
Il y a environ 50 espèces de mammifères dans le parc national. Parmi les ongulés, on y trouve des cerfs élaphes, des chevreuils, des sangliers et 9 bisons d'Europe : ces derniers ont été amenés ici en 1965 au nombre de 10 individus (6 femelles et 4 mâles), ils se sont adaptés aux conditions locales et ont pu produire une progéniture. De plus, on y trouve des ours, des furets noirs, des renards roux, des loups gris, des martres des pins. Parmi les espèces rares du Livre rouge, on trouve : ours brun, chat forestier, lynx, loutre, blaireau, hermine, hibou moyen-duc, hibou petit-duc et eval, lagopède. En outre, huit espèces de chauves-souris qui vivent sur le territoire de la centrale nucléaire « Skolivski Beskydy » sont incluses dans la liste bernoise et une - dans la liste rouge européenne.

## Tourisme
Historiquement, la région était connue pour les stations thermales et le tourisme, en raison du climat doux et des activités de plein air. Le parc continue cette tradition aujourd’hui, avec plus de 20 maisons de loisirs et de pension sur son territoire. Les services offerts par le parc comprennent des excursions à cheval, des visites écologiques et des visites guidées sur le mont Parashka.

## Liens
- Liste des parcs nationaux de l'Ukraine.